# Franc CFA (UEMOA)
Pour les articles homonymes, voir Franc, FCFA, CFA et Franc CFA.
Ne doit pas être confondu avec Franc CFA (CEMAC).

États membres de l'UEMOA

Le franc CFA (Communauté financière en Afrique) est une monnaie commune, la devise officielle des huit États membres de l'Union économique et monétaire ouest-africaine (UEMOA) : Bénin, Burkina Faso, Côte d'Ivoire, Guinée-Bissau (depuis le 2 mai 1997), Mali (jusqu'en 1962 puis depuis 1984), Niger, Sénégal et Togo. Il est divisé en cent centimes. Son code ISO 4217 est XOF.
Il est prévu qu'il soit remplacé par l'eco à partir de 2027 afin de devenir la monnaie unique de la Communauté économique des États de l'Afrique de l'Ouest (CEDEAO).
Le franc CFA (UEMOA) a également été la monnaie de la Guinée (jusqu'en 1960) et de la Mauritanie (jusqu'en 1973).

## Historique

### Création

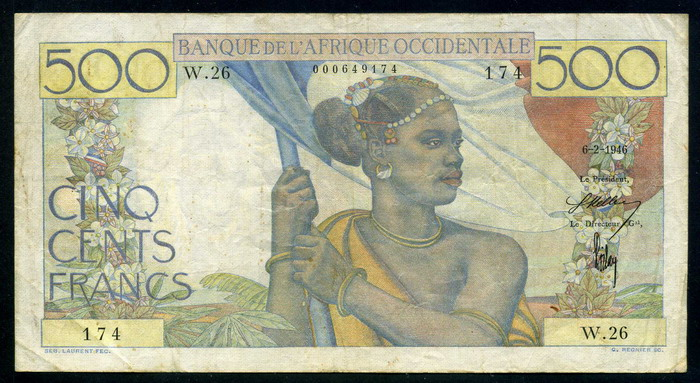
Billet de 500 francs CFA émis en 1946 par la Banque de l'Afrique occidentale.

Prévu pour remplacer le franc de l'Afrique-Occidentale française dès 1939, le franc CFA est créé par décret le 25 décembre 1945 par le Gouvernement provisoire de la République française sur proposition de René Pleven, ministre des Finances, au moment de la ratification des accords de Bretton Woods par l'Assemblée constituante ; cette monnaie prend le nom de franc des colonies françaises d'Afrique. Elle fait partie des trois secteurs de la « zone franc » qui n'ont pas la même parité que le franc français. Ce secteur comprend : l'Afrique occidentale française, l'Afrique équatoriale française, le Togo, la Cameroun, la Côte française des Somalis, Madagascar, La Réunion, et Saint-Pierre-et-Miquelon. création du franc CFA (Colonie française d’Afrique), avec une parité de 1 franc CFA pour 1,70 franc métropolitain, puis à partir du 17 octobre 1948, de 100 francs CFA pour 200 francs métropolitain.
Le 20 janvier 1955, est créé l'Institut d'émission de l'Afrique occidentale française et du Togo, qui met fin au privilège d'émission de la Banque de l'Afrique occidentale et qui se charge d'émettre les billets de banque et les pièces de monnaie.
En 1958, dans le cadre de l'Union française, il prend le nom de franc de la Communauté française d'Afrique (CFA) puis en 1960, au moment des déclarations d'indépendances, le nom de franc de la Coopération financière en Afrique de l'Ouest (CFAO), avant de devenir celui de l'Union économique et monétaire ouest-africaine (UEMOA). En 1959, est créée la Banque centrale des États de l'Afrique de l'Ouest (BCEAO) qui devient l'institut d'émission.
Le 12 mai 1962, les pays membres de l'Union monétaire ouest-africaine adoptent le franc CFA comme monnaie commune.

### Projet de remplacement par l'Eco
L'arrimage du Franc CFA à l'euro est considéré comme un gage de stabilité, tout en étant assimilé à une « servitude volontaire ».
Dans une déclaration publiée à l'issue du sommet de la CEDEAO le 29 juin 2019, les dirigeants des 15 pays d'Afrique de l'Ouest ont annoncé leur intention d'adopter l'ECO comme monnaie unique. Le 21 décembre 2019, à Abidjan, Emmanuel Macron et Alassane Ouattara annoncent l'hypothèse de la disparition du franc CFA (UEMOA). Il est projeté de le remplacer par l'eco le 1er juillet 2020. Cette décision s'accompagne de deux changements : la suppression du compte d’opération à la Banque de France et des sièges occupés par les représentants français au sein des instances de la BCEAO. En contrepartie dans un premier temps, la Banque de France assurera la parité entre l'eco et l'euro. la cédéao espère une mise en place de l'ECO, pour 2027.
Le 6 janvier 2020 à Dakar, une cinquantaine d'intellectuels publient une déclaration demandant l'ouverture d'un débat « populaire et inclusif » sur la réforme en cours et rappellent que « la question de la monnaie est fondamentalement politique et que la réponse ne peut être principalement technique ».
Fin février 2020, l'agence de notation américaine S&P réalise une étude sur la concrétisation du projet de sortie du franc CFA, et se dit rassurée par le fait que l'eco reste arrimé à l'Euro et que la France continue à garantir sa convertibilité. Le lancement de la nouvelle monnaie n'auraient donc pas d'effets immédiats et une dévaluation n'est à ce jour par prévue. L'étude rappelle de même que « les États membres de l'UEMOA ne seront plus tenus de conserver la moitié de leurs réserves de change sur un compte d'opération au Trésor français. Autrement dit, la banque centrale régionale, la BCEAO, pourra gérer ses réserves de changes comme elle le jugera approprié ».
En mars 2020, Le président en exercice de la Communauté Économique des États de l’Afrique de l’Ouest (CEDEAO), le Nigérien Mahamadou Issoufou, appelle les députés de la 5e législature du Parlement de l'Organisation à encourager leurs différents pays à adopter des politiques macroéconomiques qui permettront d'atteindre les critères de convergence pour l'adoption de l'éco-monnaie pour la région.
Dans l’espoir que le projet eco se concrétise, il déclare que « les parlements, qui contrôlent l’action des gouvernements, doivent encourager les États à mener des politiques macroéconomiques permettant de réaliser les critères de convergence nécessaires à la réalisation de cette ambition ».
Le 20 mai 2020, un projet de loi est adopté par le gouvernement français qui vise à entériner cette monnaie commune. La BCEAO ne sera ainsi plus obligée de déposer la moitié de ses réserves de change auprès du Trésor public français.
Selon Nathalie Goulet, le principe, « le plus critiqué symboliquement et le plus mal compris des opposants au franc CFA, est celui de la centralisation d’une partie des réserves de change des banques centrales des trois zones monétaires auprès du Trésor français ». « Les opposants au franc CFA se servent de ce principe pour expliquer que le colonialisme français se poursuit par la voie monétaire, avec le blocage des réserves de change auprès du Trésor français. Cette affirmation, inexacte, engendre des polémiques », estime la sénatrice française, pour qui la réforme en cours est « une bonne chose ». À ses yeux, elle « devrait mettre fin aux irritants, tel que le nom de la monnaie ou encore l’obligation de centralisation d’une partie des réserves de change ».
Le 10 décembre 2020, la France ratifie l'accord de coopération monétaire avec l'UEMOA qui doit permettre la mise en œuvre formelle de l'éco.
En février 2024, Le chef du régime militaire au Niger, Abdourahamane Tiani à évoquer la possible création d’une monnaie commune entre le Niger, le Burkina Faso, le Mali.
Le 27 décembre 2024, le premier ministre sénégalais Ousmane Sonko, indique que son gouvernement est engagé avec la banque centrale des états d'Afrique de l'ouest de l'organisation de l'UMOA, pour une réforme du franc CFA.

## Évolution du change et conversion
- À partir du 26 décembre 1945 : 1 franc CFA = 1,7 anciens francs français
- À partir de 1958 : 1 franc CFA = 2 anciens francs français = 0,02 nouveaux francs
- Au 12 janvier 1994 : 1 F CFA = 0,01 FF (dévaluation de 50 % du F CFA)
- Au 1er janvier 1999 : 1 euro = 655,957 F CFA (arrimage du F CFA à l'euro)

Son équivalent dans la zone monétaire de l'Afrique centrale est le franc CFA (CEMAC) mais, bien que les taux de conversion vis-à-vis de l'euro (auquel les deux monnaies sont arrimées) soient identiques (655,957 francs pour 1 euro), leur usage n'est pas interchangeable (on ne peut donc pas payer en CFA (CEMAC) des produits vendus en Afrique de l'Ouest, et réciproquement)[pourquoi ?].

## Logotypie

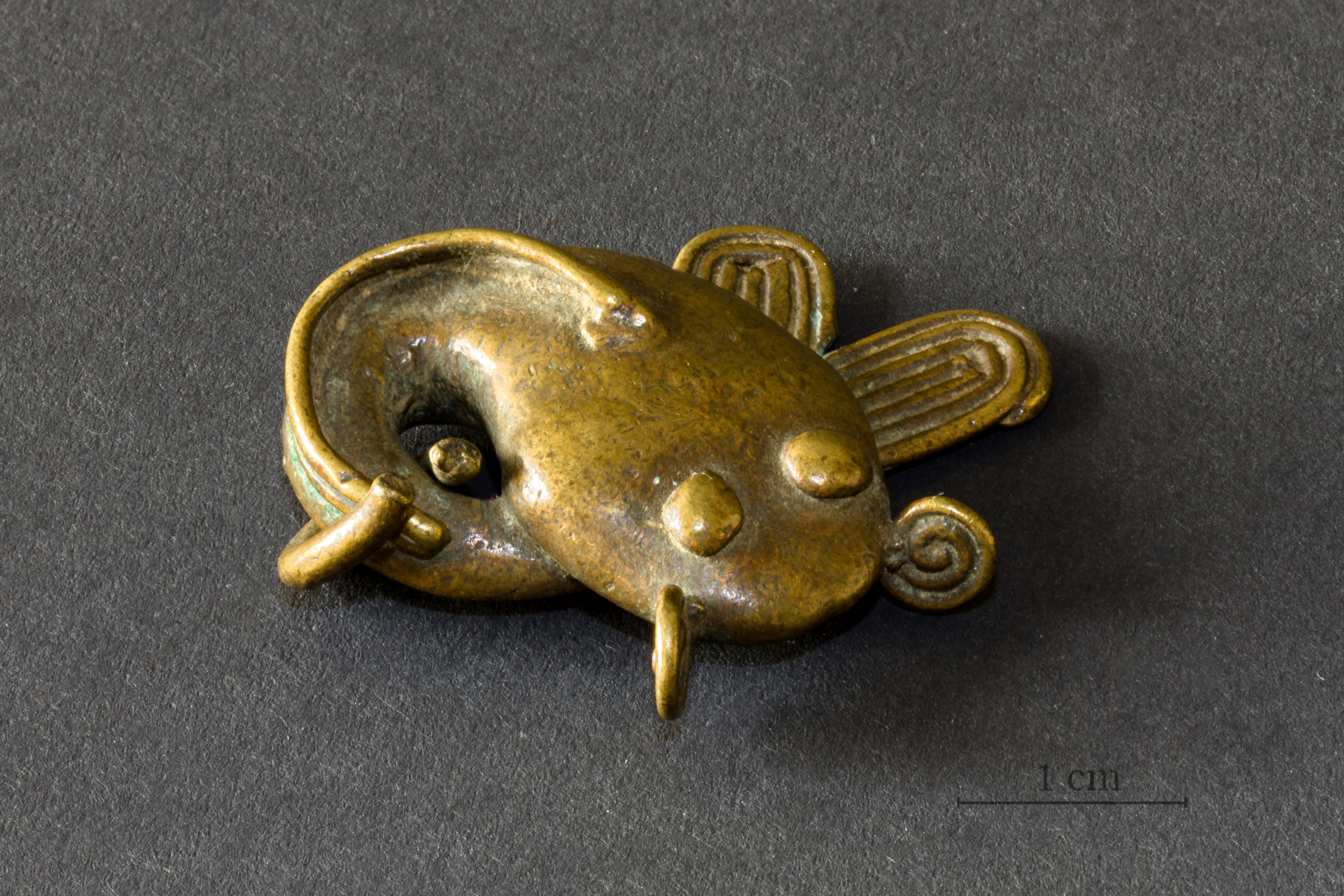
Peson akan (0,14 a 0,19 g), multiple de la graine de lAbrus precatorius servant de référence.

Sur chaque pièce et au recto des billets est représenté le logo de la Banque centrale des États de l'Afrique de l'Ouest (BCEAO), sous la forme d'un poisson-scie stylisé. Celui-ci représente une figurine en bronze employée anciennement par les Akan comme équivalent pour peser la poudre d'or, appelée peson, figurine qui ne se limitait pas au poisson-scie. Dans leur mythologie, cette espèce incarne par ailleurs la puissance de la mer, la fécondité et la prospérité.

## Pièces de monnaie
| Pièces circulantes | Pièces circulantes | Pièces circulantes | Pièces circulantes                  | Pièces circulantes | Pièces circulantes                            | Pièces circulantes |
| Image              | Image              | Valeur             | Composition                         | Description | Description                                   | 1re émission       |
| Avers              | Revers             | Valeur             | Composition                         | Avers | Revers                                        | 1re émission       |
| ------------------ | ------------------ | ------------------ | ----------------------------------- | --- | --------------------------------------------- | ------------------ |
|                    |                    | 1 franc            | Acier                               | |                                               | 1976               |
|                    |                    | 5 francs           | Aluminium-bronze                    | |                                               | 1960               |
|                    |                    | 10 francs          | Aluminium-bronze                    | | FAO                                           | 1960               |
|                    |                    | 25 francs          | Aluminium-bronze                    | | FAO                                           | 1960               |
|                    |                    | 50 francs          | Cuivre-nickel                       | | Le logo de la BCEAO, le poisson–scie stylisé. | 1972               |
|                    |                    | 100 francs         | Cuivre-nickel                       | | Le logo de la BCEAO, le poisson–scie stylisé. | 1967               |
|                    |                    | 200 francs         | bimétallique laiton et cupro-nickel | Les motifs représentent les principaux produits les principaux produits vivriers (mil, maïs, banane et riz) de la zone UEMOA. | Le logo de la BCEAO, le poisson–scie stylisé. | 2003               |
|                    |                    | 250 francs         | bimétallique laiton et cupro-nickel | |                                               | 1992-1996          |
|                    |                    | 500 francs         | bimétallique cupro-nickel et laiton | Les motifs représentent les principaux produits agricoles d’exportation de la zone UEMOA (arachide, cacao, café, et coton).   | Le logo de la BCEAO, le poisson–scie stylisé. | 2003               |

## Billets de la BCEAO
Série 2003 et 2012 :

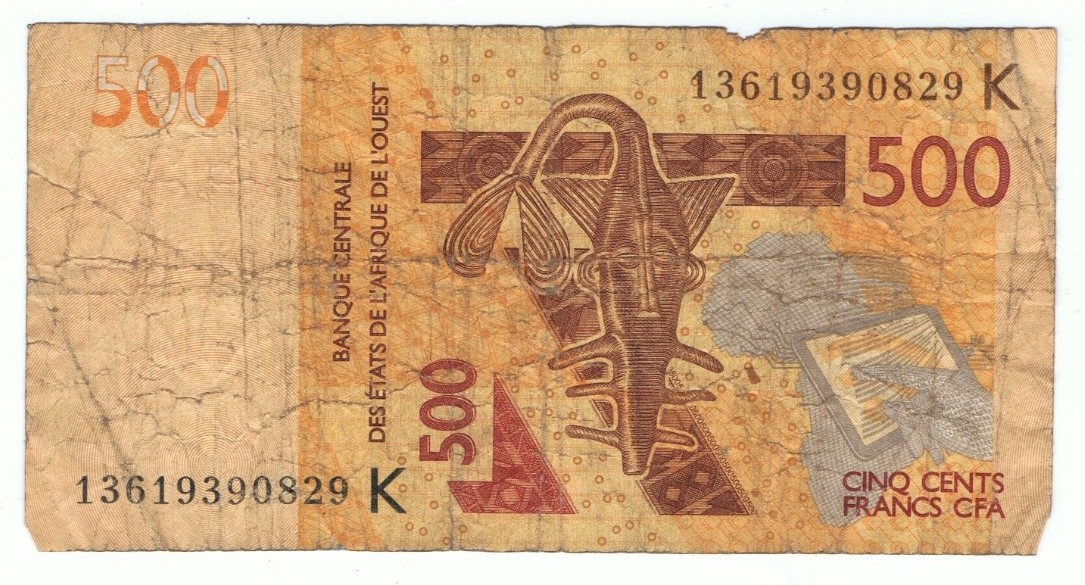
500 XOF recto émise en 2012
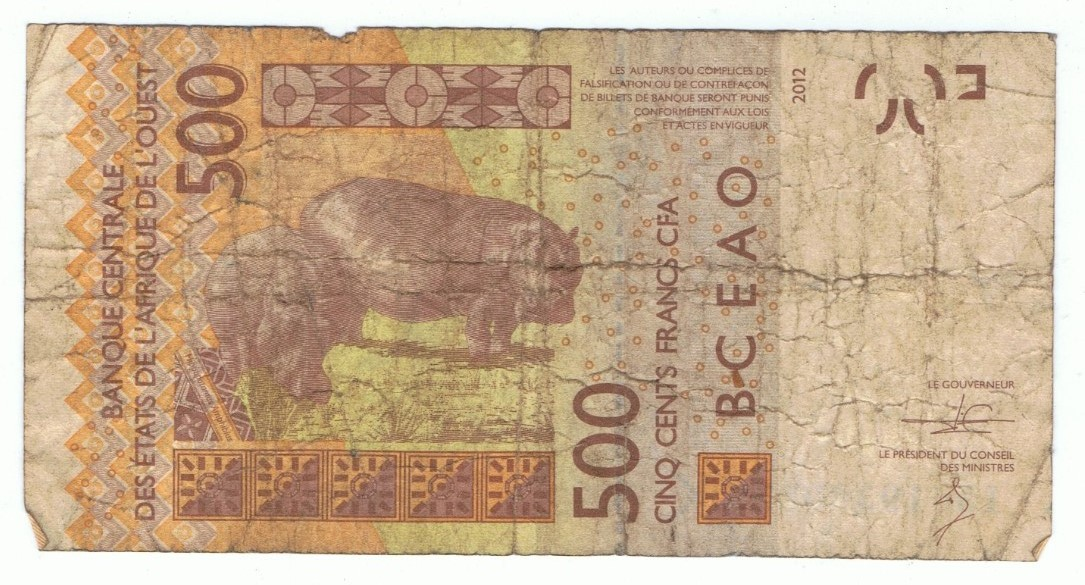
500 XOF verso émise en 2012